# رافاييل توريس كامبوس
رافاييل توريس كامبوس (بالإسبانية: Rafael Torres Campos)‏ هو جغرافي إسباني، ولد في 24 أبريل 1853 في ألمرية في إسبانيا، وتوفي في 1904 في باريس في فرنسا.